# ادزل، اسکاتلند
ادزل (به انگلیسی: Edzell) یک روستا در بریتانیا است که در آنگوس واقع شده‌است.